# Giacomo Contarini

Stemma Contarini

Giacomo Contarini (Nicosia, 24 luglio 1536 – 4 ottobre 1595) è stato un nobile italiano.

## Biografia
Giacomo Contarini da San Samuele (Iacopo Contarini da San Samuelle) apparteneva a una delle più antiche, più potenti e più ricche famiglie appartenenti al patriziato veneziano: la famiglia Contarini. Sebbene appartenesse al  ramo dei SS. Apostoli risiedeva però nel suo palazzo sul Canal Grande nella parrocchia di San Samuele conosciuto anche come Palazzo Contarini dalle Figure. Possedeva anche una villa a Sambruson o San Bruson attuale frazione di Dolo

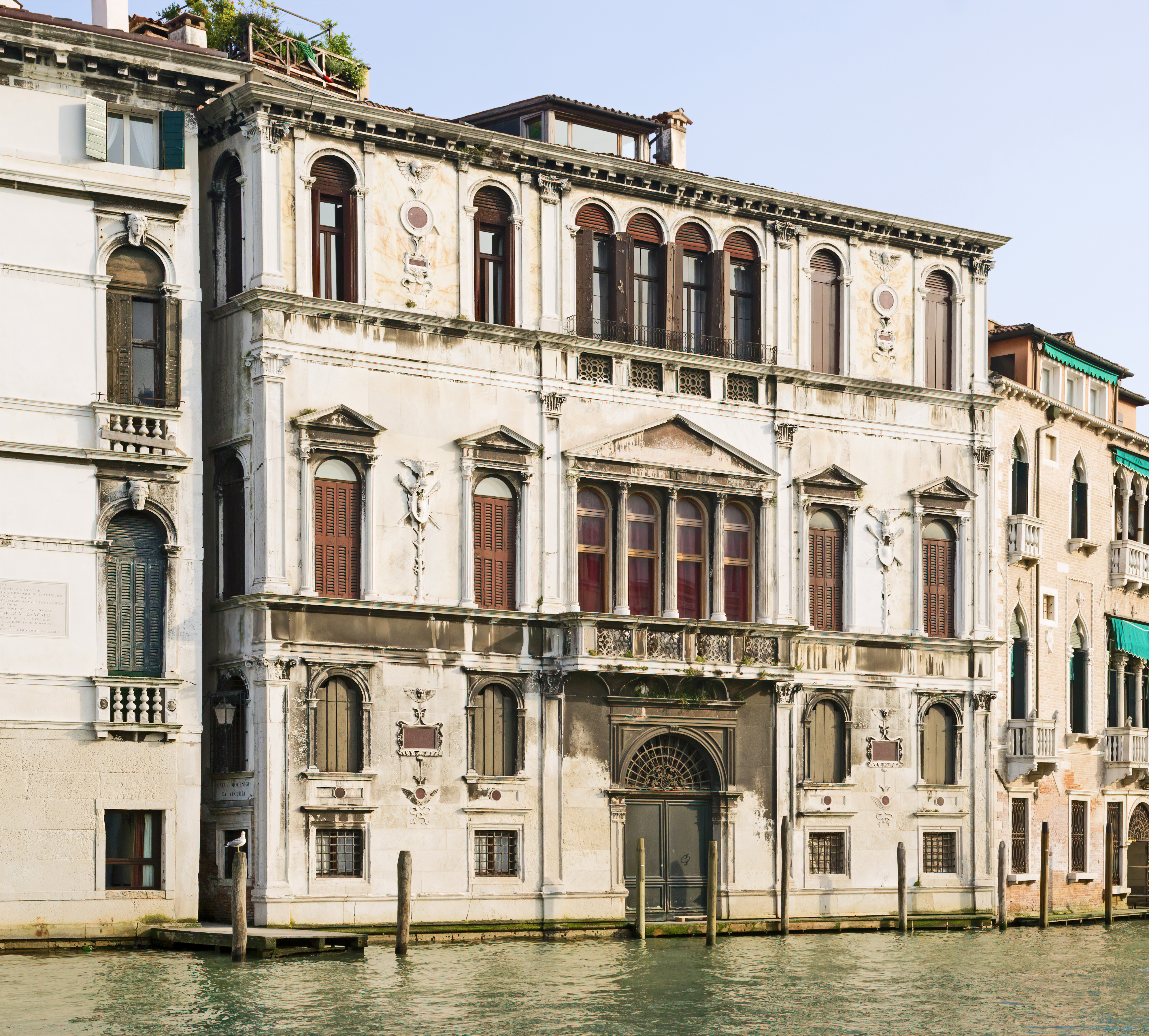
Palazzo Contarini delle Figure

Deputato alle fortificazioni del Lido nel corso della guerra di Cipro (1572), deputato alle decorazioni allestite in occasione del passaggio di Enrico III re di Francia (1574), eletto senatore su proposta dello stesso re, podestà di Bergamo (1579), deputato alla costruzione delle nuove prigioni, savio alle mercanzie, savio alle biade, provveditor all'Arsenal (1593). Fece anche parte della commissione creata per dare un parere definitivo sul progetto del Ponte di Rialto. 
In politica veniva inscritto alla fazione dei Vecchi e in stretta relazione con uno dei suoi massimi rappresentanti, Daniele Barbaro, con il quale condivideva un forte interesse per le materie scientifiche. Creò nel suo palazzo di San Samuele una delle più grandi collezioni di manoscritti scientifici. Era in contatto con Guidobaldo del Monte e Francesco Barozzi. Insieme al fratello di Daniele Barbaro, il procuratore di San Marco Marcantonio Barbaro, protesse e aiutò la carriera di Vincenzo Scamozzi affidandogli numerosi appalti pubblici. Tra i frequentatori del suo palazzo vi fu anche il Tintoretto.

Al fratello Giambattista defunto nel 1599 e ai suoi tre nipoti Francesco Priuli (del quondam Michel), Bertucci Contarini (del quondam Hieronimo) e Girolamo  (Hieronimo Contarini figlio di ser Paolo) lasciò la sua vasta collezione di libri, scultura, pittura, strumenti musicali e meccanici, con la volontà che in caso di loro morte l'eredità dovesse spettare intatta al primogenito di Bertucci fino a che con l'estinzione della famiglia tutto fosse donato alla Repubblica, il che avvenne nel 1713.